# Sven Knoll
Sven Knoll (Bolzano, 6 giugno 1980) è un politico italiano di lingua tedesca, segretario e capogruppo della Süd-Tiroler Freiheit.

## Biografia
Knoll ha frequentato la scuola elementare "Johann Wolfgang von Goethe" di Bolzano, la scuola media di Scena e si è diplomato al liceo umanistico "Beda Weber" di Merano. Ha poi iniziato a studiare scienze umane e odontoiatria presso l'Università di medicina di Innsbruck, ma non si è laureato.
Knoll ha ricoperto il suo primo incarico politico come consigliere nel suo comune natale, Scena. Alle elezioni regionali in Trentino-Alto Adige del 2008 ha ottenuto 6 641 voti di preferenza ed è stato eletto per la prima volta nel Consiglio della Provincia autonoma di Bolzano e quindi contemporaneamente nel Consiglio regionale del Trentino-Alto Adige; da allora è il portavoce del gruppo parlamentare della Süd-Tiroler Freiheit. Alle elezioni regionali del 2013 è riuscito a conquistare un altro seggio con 12 242 voti di preferenza. Nell'ambito delle elezioni regionali del 2018 si è attestato con 9 118 voti di preferenza riuscendo per la terza volta a farsi eleggere.
Knoll si batte da anni per la doppia cittadinanza. Secondo questo, tutti gli altoatesini i cui antenati avevano la cittadinanza austriaca fino al 1920 dovrebbero avere l'opportunità di ricevere la cittadinanza austriaca insieme alla cittadinanza italiana.

## Controversie
Nel 2008, poco prima delle elezioni regionali, la rivista L'Espresso affermò che Sven Knoll aveva preso parte a un evento in Alto Adige a cui avevano partecipato, tra gli altri, politici dell'estrema destra del Partito Nazionaldemocratico di Germania (NPD). In un servizio del Corriere dell'Alto Adige del 25 ottobre 2008, l'allora procuratore capo Cuno Tarfusser confermò che né Sven Knoll né altri membri del movimento della Süd-Tiroler Freiheit avevano nulla a che fare con i membri del NPD e che nemmeno i membri del NPD avessero qualcosa a che fare con loro.
Alla terza assemblea generale della Süd-Tiroler Freiheit nel 2009, Sven Knoll ha definito l'immigrazione incontrollata della popolazione straniera in Alto Adige una minaccia all'autodeterminazione dell'Alto Adige, cosa che ha suscitato critiche dai Verdi altoatesini.
Una pubblicazione su Andreas Hofer, con coautore Knoll e pubblicata nel 2009 su Eckartschriften dell'Österreichische Landsmannschaft, è stata duramente criticata dallo storico Hannes Obermair nel 2014 a causa del suo uso "folcloristico" del linguaggio.

## Opere
- (DE)  con Andreas Raffeiner, Martin Sendor: Andreas Hofer. Sein Erbe – 200 Jahre später. Eckartschriften Heft 194, Österreichische Landsmannschaft, Vienna 2009. ISBN 978-3-902350-30-5 ( Versione online, su oelm.at.)
- (DE)  Die Kriegshetze der italienischen Presse 1914–1915. Neumarkt a. d. Etsch 2015.[11]